# Ernest Joubert-Peyron
Ernest Joubert-Peyron est un homme politique français né le 17 avril 1869 à Yssingeaux (Haute-Loire) et décédé le 27 juillet 1941 à Tence (Haute-Loire).
Notaire, il est conseiller général du canton de Tence de 1911 à 1932 et député de la Haute-Loire de 1914 à 1919, inscrit au groupe radical. 

## Sources
- « Ernest Joubert-Peyron », dans le Dictionnaire des parlementaires français (1889-1940), sous la direction de Jean Jolly, PUF, 1960 [détail de l’édition]